# Túnel de Almannaskarð
El túnel de Almannaskarð (en islandés: Almannaskarðsgöng [ˈalˌmannaˌskarðsˌkœiŋk]) es un túnel que circula a lo largo de la Hringvegur o  de Islandia, se encuentra cerca de Höfn (Hornafjörður) en Austurland en el este del país. 

## Recorrido
Las medidas del túnel alcanzan 1.312 metros de largo (aunque el signo redondo se acaba a los 1300) y fue inaugurado el 24 de junio de 2005. El túnel pasa por debajo del estrecho y empinado paso de Almannaskarð, entre Hornafjörður y el distrito Lón. El paso es todavía accesible en tiempo de verano, y hay un espacio de estacionmiento con una hermosa vista.
Durante el invierno, la carretera tenía que ser cerrada debido a la nieve regular, que bloquea el tráfico desde y hacia el este de Islandia, por lo que un nuevo túnel comenzó a construirse en marzo de 2004 y se completó en octubre de 2004. 
El túnel discurre por 1.150 metros de roca sólida y algunos 162 metros de portales de hormigón, con lo que la longitud total de 1.312 metros. El camino es de dos carriles de ancho, aunque hay tres lugares que pasan en el túnel para el tráfico de emergencia. 